# Station Berchem (Kluisbergen)
Station Berchem is een voormalig spoorwegstation langs spoorlijn 85 (Leupegem-Herseaux) in Berchem, een deelgemeente van de gemeente Kluisbergen.
0,0: Leupegem ·
3,7: Melden ·
8,7: Berchem (Kluisbergen) ·
11,5: Ruien ·
15,3: Avelgem ·
18,5: Bossuit ·
21,2: Sint-Denijs-Helkijn ·
24,9: Spiere ·
26,7: Dottignies-Saint-Léger ·
28,3: Evregnies ·
31,3: Herzeeuw